# اقاقیای انباشته
اقاقیای انباشته (نام علمی: Acacia congesta) نام یک گونه از سرده آکاسیا است.